# Христо Тотев (художник)
Вижте пояснителната страница за други личности с името Христо Тотев.
Христо Тотев-Тото е български художник. Работи в областта на приложната графика, книжната илюстрация, графичния дизайн, живописта и малката пластика.

## Биография
Роден е на 19 февруари 1959 г. във Варна. Завършва специалност „Графика“ към факултета по Изобразителни изкуства към ВТУ „Св. св. Кирил и Методий“ (1980–1984).
В периода 1986–2002 г. живее и работи в гр. Пловдив. Участва в национални изложби на художниците-учители, както и в общите регионални изложби на групата на пловдивските художници.
През периода 2002–2004 г. е преподавател по специалност „Графични техники и технология на печата“ във Висшия институт за приложни изкуства в гр. Кайруан, Тунис. По време на престоя си в Тунис Христо Тотев-Тото е пребивавал в гр. Сус – морската столица на Тунис.
От 2007 г. живее и работи в Сливен. Преподава Изобразително изкуство и Английски език в Профилирана гимназия с преподаване на западни езици „Захарий Стоянов“ в Сливен и Средно училище „Г. Ал. Каравелов“ в гр. Шивачево, област Сливен.
Става член на Дружество на сливенските художници .

## Обществена дейност
През 2014 година взима участие по покана на домакините - Мариана и Виолета Марчеви в Национален художествен пленер в село Долни Марян, Община Елена. Всяка година се осъществява експозиция отчитаща резултата от пленера. Пленера е отворен, както за творци в областта на изящното изкуство, така и за творци в областта на фотографията. Всеки пленер е илюстриран с филм, подготвен от Красимир Топчиев - „Карандила пикчърс“.
През 2009 г. Христо Тотев-Тото участва в аранжирането на съпътстваща изложба към Националният фестивал на детската книга иницииран от Регионална библиотека „Сава Доброплодни“ – Сливен, организиран и вдъхновен от създателката на фестивала и директор на библиотеката Росица Петрова.
От 2010 до 2016 година Христо Тотев-Тото е вокалист и ритъм китарист в група „Ритъм“ към Читалище „Ангел Димитров“ – Сливен.

## Общи изложби
- Национални изложби на художниците-учители – Велико Търново – 1987, 1989, 1990, 1996 г.
- Пролетни и есенни салони – Пловдив – 1988, 1991, 1993, 1995 г.
- Летни общи изложби – Бургас – 1992, 1998; Варна – 1994, 1996, 2000 г.
- Национална изложба Бургас – 2011 г.
- Пролетни и есенни салони в Сливен от 2005 до 2017 г.
- Галерия „Кръстев“ – Ямбол – 2017 г.

Участва в местни, регионални изложби в Сливен, Ямбол и Бургас.

## Самостоятелни изложби
- Дом на Учителя – Пловдив – живопис – 1987 г.
- Къща на телевизията – Старинен Пловдив – живопис и рисунка – 1989 г.
- Балабанова къща – Старинен Пловдив – живопис и рисунка – 1994 г.
- Галерия „Май“ – Сливен – 2006, 2007, 2010, 2014 г.
- Галерия „Ракурси“ – София – „Живопис и рисунка“ – 2008 г.
- Галерия „Кювлиев“ – Сливен – 2016 г.